# Balla Mihály (labdarúgó)
Balla Mihály (Kecskemét, 1972. február 17. –) magyar labdarúgó, posztját tekintve csatár.

## Sikerei, díjai
- NB II
  - bajnok: 1996–97
  - gólkirály: 1996–97